# Силицид димарганца
Силицид димарганца — неорганическое соединение металла марганца и кремния с формулой Mn2Si,
серые кристаллы,
не растворимые в воде.

## Физические свойства
Силицид димарганца образует серые кристаллы.
Не растворяется в воде.